# Charis Wilsonová
Helen Charis Wilsonová (nepřechýleně Wilson; 5. května 1914 – 20. listopadu 2009) byla americká modelka a spisovatelka, nejznámější jako modelka fotografa Edwarda Westona.

## Mládí

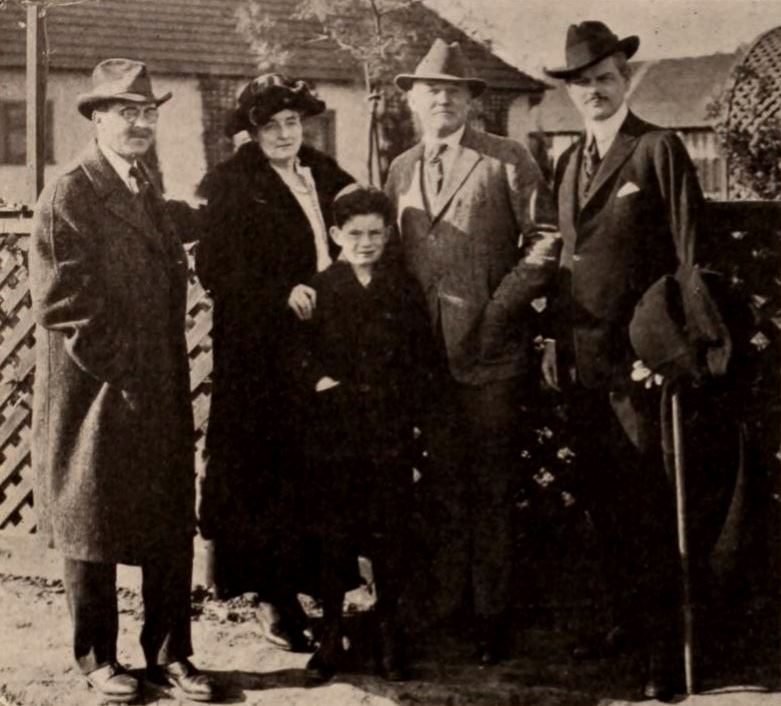
Otec Harry Leon Wilson na fotografii druhý zprava, 1920

Helen Charis Wilsonová se narodila v San Francisku v Kalifornii, jako dcera Harryho Leone Wilsona a Helen Charis Cooke Wilsonové. Její otec psal populární beletrii, včetně nejprodávanějšího románu Ruggles of Red Gap, který byl později zfilmován. Příjem z psaní na svou dobu poskytoval poměrně vysoký životní standard a v roce 1910 Wilsonová postavil 12-pokojový dům u Carmelu. O dva roky později, když mu bylo 45 let, se oženil s Helen Cooke, která vyrůstala v Carmelu. Bylo jí 16 let. Jejich první dítě Harry Leon se narodil v roce 1913 a o rok později se narodila dcera, kterou pojmenovali po matce Helen Charis.
Wilsonová své první jméno Helen přestala používat již jako mladá dívka a stala se známá jako Charis, což v řečtině znamená milost, půvab, laskavost. Relativní bohatství a postavení její rodiny jí poskytly klidné dětství a strávila mnoho letních období koupáním na pláži u Carmelu, kde se opalovala bez plavek. Na střední škole rozvíjela reputaci hravé a svobodmyslné dívky tím, že dělala takové věci, jako například založení klubu „sebekontroly“ ve kterém museli zasvěcenci ležet ve vaně plné studené vody. Její chování vedlo k tomu, že byla ze soukromé Bransonské školy v osmém ročníku vyloučena a strávila další dva roky v Catlin Gabel School v Portlandu v Oregonu.
Během této doby se její rodiče rozvedli a od té doby se o ní starala především její babička nebo prateta. Obě byly spisovatelky a součástí literární scény v San Francisku. Vrátila se do Carmelu a dokončila střední školu se svým bratrem. Zatímco na střední škole se setkala s proslulými uměleckými sběrateli Louisou a Walterem Conradem Arensbergovými, kteří žili poblíž. Často navštěvovala jejich domov a byla okouzlena jejich značnou sbírkou moderních obrazů a soch. Walter Arensberg ji inspiroval tím, že se ptal na její názory na umění a zapojil ji do slovní hry a intelektuálních hádanek. Později řekla, že Arensberg je plně zodpovědný za její výtvarné vzdělání.
Její rodiče se rozvedli, když jí bylo 12 let, a přestože byla ještě ve škole, zřídka někoho z nich vídala. Často zůstávala se svou babičkou nebo pratetou. Podle Wilsonové se na ni přišla podívat Ruth Catlin zakladatelka školy Catlin Gabel School a přesvědčila ji, že je příliš skvělá na to, aby zůstala v Carmelu. Obě se rozhodly, že by se měla vrátit do školy Catlin Gabel, aby dokončila seniorský ročník a pak se vydala na vysokou školu Sarah Lawrence. Její otec její návrat do Portlandu a dokončení střední školy schválil, ale přestože získala plné stipendium na Sarah Lawrence, odmítl jí dovolit tam jít. Její otec byl celkem třikrát ženatý.
Bez dalších možností Wilsonová cestovala mezi San Franciscem a Carmelem, zapsala se do sekretářské školy, kterou nakonec absolvovala. Kvůli nedostatku víry otce v ní, její sebeúcta klesla. Přesunula se do podkrovního bytu svého přítele malíře a měla s ním řadu milostných záležitostí, které vedly k nežádoucímu těhotenství. Její matka zorganizovala potrat, což ji vedlo „k odhodlání k cudnosti jako nového způsobu života.“ Napsala, že chvíli byla poháněna „nějakým nahněvaným zoufalstvím... a byla jsem si tehdy vědoma, že jsem byla ve špatném stavu a směřovala k ještě horšímu.“ Tehdy se její život změnil.

## Roky s Westonem
Na začátku roku 1934 přišla v životě Westona „nová a důležitá kapitola“, když na koncertě potkal Charis Wilsonovou. Ještě víc, než u svých předchozích milenek, byl okamžitě okouzlen její krásou a osobností. Do svého deníku si napsal: „Do mého života přišla nová láska, ta nejkrásnější, která podle mého názoru obstojí zkoušku času.“ Dne 22. dubna ji poprvé fotografoval nahou a vstoupili do intenzivního vztahu. V té době ještě žil s Noskowiakovou, ale během dvou týdnů ji požádal, aby se odstěhovala a prohlásil, že pro něj jsou jiné ženy „stejně nevyhnutelné jako přílivy“.
Weston napsal, že ji spatřil na koncertě v prosinci 1933 nebo v lednu 1934: „Byla to vysoká, krásná dívka, s jemným proporcionálním tělem, inteligentní tváří, modrýma očima, zlatavě hnědými vlasy po ramena. Museli jsme se potkat.“ Její bratr Leon, který se setkal s Westonem, zatímco Wilsonová byla v Portlandu, ty dva navzájem představil. Wilsonová řekla: „Pro každého, kdo má zájem o statistiku – já to nejsem – bylo mu 48 let a já jsem právě dovršila 20 let. Co bylo pro mě důležité, byl pohled na někoho, kdo zjevně byl dvakrát tak živější než kdokoli jiný v místnosti a jehož oči s největší pravděpodobností viděly dvakrát tolik, než kdokoliv jiný.“
V té době byl Weston ženatý, ale jeho manželka Flora Chandler Westonová žila v Los Angeles. V Karmelu se Weston dělil o svůj domov se Sonyou Noskowiakovou, která byla fotografkou, ale také Westonovým vzorem a milenkou. Wilsonová se o několik dní později zastavila ve Westonově studiu, jen aby zjistila co Weston podniká v Los Angeles. Noskowiaková ji přivítala, přinesla ukázat mnoho Westonových tisků na prohlédnutí a zeptala se, jestli by se Chris zajímala o modelování pro Westona. Dne 22. dubna 1934 Wilsonová představila první ze stovek fotografií, jak aktů, tak i oblečených.
Snad kvůli intenzitě nového vztahu přestal v té době psát svůj deník. O půl roku později napsal poslední poznámku:
Po osmi měsících jsme si blíž než kdy jindy. Možná, že na C. bude vzpomínáno jako na velkou lásku mého života. Dosáhl jsem takových výšek, jako ještě u žádné jiné lásky.

Pózování pro Westona vyzdvihlo sympatie Wilsonové k němu vysoko nad její počáteční nadšení. Napsala: „Během fotografování Edward stvořil modelku, která si je plně vědoma sama sebe. Bylo to nad rámec exhibicionismu nebo narcismu, bylo to spíše jako stav indukované hypnózy nebo meditace.“ Byla Westonem zcela okouzlena a on z ní. Během několika měsíců se z nich stali milenci. Noskowiaková, která v té době ještě žila s Westonem, si byla vědoma jejich vztahu, ale tolerovala jej v naději, že nebude mít dlouhé trvání. Po prvních fotografických setkáních byl Weston Wilsonovou zcela zaujat. V roce 1934 s ní udělal 31 fotografií aktů, každý pracně komponoval a zachytil svým fotoaparátem Graflex 4x5„, pak ručně vyvolal a vytiskl ve své malé temné komoře. Během příštích dvou let byla jeho výhradní modelkou.
V lednu 1935 Weston čelil rostoucím finančním potížím. Uzavřel své studio v Carmelu a přestěhoval se do Santa Monica Canyon v Kalifornii, kde s Brettem otevřeli nové studio. Požádal Wilsonovou, aby přijela a žila s ním, a v srpnu 1935 nakonec souhlasila. Zatímco se intenzivně zajímala o jeho práci, Wilsonová byla po Floře první ženou, se kterou Weston žil, která neměla zájem stát se fotografkou. To umožnilo Westonovi, aby se na ni soustředil jako na svou múzu a modelku a Wilsonová naopak věnovala čas na podporu Westonova umění jako jeho asistenta a kvazi-agentka. Jeho nejmladší synové, Neil a Cole, střídavě žili s nimi a se svou matkou. Jeho starší synové Brett a Chandler (kteří byli o několik let starší než Wilsonová) otevřeli fotografické studio poblíž a Weston ho využíval jako operační základnu pro své projekty.
Téměř okamžitě začal pracovat s modelkou Wilsonovou na nové sérii aktů. Během stejného období přešel z 4x5„ kamery na kameru 8x10“. Jedna z prvních fotografií, kterou pořídil doma na balkóně v jejich domě, se stala jednou z jeho nejvíce publikovaných („Akt“). Brzy poté podnikli první z několika výletů do Oceano Dunes. Právě tam Weston udělal některé ze svých nejdokonalejších a nejintimnějších fotografií vůbec a zachytil Wilsonovou v uvolněných pózách bez zábran v písečných dunách. Během svého života vystavil pouze jednu nebo dvě fotografie z těchto sérií, neboť některé z ostatních byly pro širokou veřejnost „příliš erotické“.
Na návrh Beaumonta Newhalla se Weston rozhodl požádat o grant Guggenheim Foundation (nyní známý jako Guggenheimovo stipendium). Popsal ve dvou větách svou práci, shromáždil třicet pět svých oblíbených výtisků a odeslal je. Poté, co Dorothea Langeová a její manžel naznačili, že žádost byla příliš krátká na to, aby mohla být brána vážně, Weston jim znovu předložil čtyřstránkový dopis a pracovní plán. Samozřejmě nemluvil o tom, že novou žádost pro něj napsala Wilsonová.
Dne 22. března 1937 dostal Weston oznámení, že mu grant Guggenheim byl přidělen a byl vůbec první udělený fotografovi. Příspěvek byl 2 000 dolarů na jeden rok, což bylo v té době značné množství peněz. Weston své příjmy zvýšil tím, že redakci časopisu AAA Westway Magazine poskytoval za 50 dolarů 8–10 fotografií měsíčně během svých cest, dalších 15 dolarů měsíčně získal za popisky k fotografií a krátké vyprávění. Koupili nové auto a vyrazili na Westonův výlet snů, při kterém mohl svobodně jezdit kam chtěl a fotit, co chtěl. Během následujících dvanácti měsíců uskutečnili celkem sedmnáct výletů a podle detailního záznamu Wilsonové urazili 16,697 mil. Weston během cesty nasnímal celkem 1260 negativů.
Svoboda tohoto výletu s „láskou jeho života“ v souvislosti se všemi jeho syny, které v té době dosáhli věku dospělosti, to motivovalo Westona k rozvodu s manželkou Florou. Od svatby uplynulo 28 let a od sebe byli odloučeni šestnáct let.
Vzhledem k úspěchu v minulém roce Weston požádal znovu a získal podporu od Guggenheimu podruhé. Ačkoli chtěl opět cestovat, zamýšlel využít většinu peněz na tisk prací z minulého roku. Pověřil syna Neila, aby postavil malý dům na Carmelské vysočině na pozemku, který patřil otci Wilsonové. Místo pojmenovali „Wildcat Hill“ („Kopec divokých koček“) kvůli mnoha domácím kočkám, které brzy pozemek obsadily.
Wilsonová si naplánovala a zařídila studio pro psaní, které bylo za domem v malé garáži. Tam strávila několik měsíců psaním a úpravami příběhů z jejich cest.
V roce 1939 vyšla knížka Seeing California with Edward Weston (Vidět Kalifornii s Edwardem Westonem) s Westonovými fotografiemi doplněnými textem Wilsonové. Konečně se zbavil finančních stresů z minulosti a mimořádně spokojen se svou prací a vztahem se 24. dubna Weston s Wilsonovou vzali po krátkém ceremoniálu.
Po úspěchu jejich první knihy vydali v roce 1940 další s názvem California and the West (Kalifornie a Západ). První vydání, které obsahovalo 96 fotografií s textem Wilsonové, se prodávalo za 3,95 dolarů. Během léta Weston vyučoval fotografii na prvním workshopu Ansela Adamse v Yosemitském národním parku.
Ve chvíli, kdy vyčerpali peníze z Guggenheimova stipendia, byl Weston požádán, aby ilustroval nové vydání knížky básní Stébla trávy spisovatele Walta Whitmana. Získal 1000 dolarů za fotografie a 500 dolarů na cestovní výdaje. Weston trval na tom, aby měl uměleckou kontrolu nad obrazy, které pořídí, a trval na tom, že se nebude držet Whitmanova textu. Dne 28. května se spolu s Wilsonovou vydali na cestu, která byla dlouhá 20 000 mil, vedla přes 24 států; fotografickou kamerou Graflex 8x10 palců pořídil téměř 800 kusů negativů, stejně jako desítky portrétů.
Když byl 7. prosince 1941 napaden Pearl Harbour, Spojené státy vstoupily do druhé světové války. Weston byl blízko konce Whitmanovy cesty a byl vypuknutím války hluboce zasažen. Napsal: „Když válka vypukla, pospíchali jsme domů. Charis nechtěla, abychom pospíchali. Já ano.“
První měsíce roku 1942 strávil výběrem a tiskem negativů z Whitmanovy cesty. Ze stovek snímků, které pořídil, do knihy zařadil čtyřicet devět.
V důsledku války byl Point Lobos několik let pro veřejnost uzavřen. Weston soustředěně pokračoval v práci na snímcích ve Wildcat Hill, včetně záběrů mnoha koček, které tam žily. Weston s nimi zacházel se stejně vážným úmyslem, který používal i při jiném fotografování a Charis shromáždila výsledky do jejich neobvyklé publikace The Cats of Wildcat Hill, která byla publikována v roce 1947.
Rok 1945 znamenal pro Westona začátek významných změn. Začaly se u něj objevovat první příznaky Parkinsonovy choroby, oslabujícího onemocnění, které mu postupně bralo sílu a schopnost fotografovat. Začaly chladnout vztahy s Wilsonovou, která zároveň začala být více zapojena do místní politiky a karmelské kulturní scény. Síla, která je původně spojila – její nedostatek zájmu o to, aby se stala fotografem – nakonec vedla k jejich rozpadu. Napsala: „Můj odlet od Edwarda byl také částečně útěkem od fotografie, která za těch mnoho let vzala tolik místa v mém životě.“
Weston byl nadále fascinován mladšími ženami a věnoval více času fotografování na úkor svého vztahu. Při práci na významné retrospektivní výstavě pro Muzeum moderního umění se s Wilsonovou rozešli. Weston se vrátil do Glendale, protože pozemek na Wildcat Hill stále patřil otci Wilsonové. Během několika měsíců se odstěhovala a dohodli se, že mu nemovitost prodají.

## Pozdější život
Zapojila se do dokumentování odbojů pracujících v severní Kalifornii, a během svého výzkumu se setkala s aktivistou Noelem Harrisem. Oba se romanticky zamilovali a Wilsonová se rozhodla, že konečně je čas, aby od Westona odešla. Dne 13. prosince 1946 podala žádost o rozvod. Weston se vzdal svého práva vznést námitky a mimochodem napsal Beaumontu Newhallovi: „Charis je v Reno, aby se rozvedla. Cole v L.A. získává nový Chevrolet.“
Druhý den po rozvodu s Westonem se Wilsonová vzala s Harrisem. Měli dvě dcery, z nichž jedna, Anita, byla zavražděna ve Skotsku v roce 1967. Téhož roku se Harris a Wilsonová rozvedli. Přesunula se do Santa Cruz a žila poblíž své další dcery Rachel Fern Harris po zbytek svého života.
Po odloučení od Westona byla Wilsonová mimo jiné zaměstnána jako tajemnice odborů a učitelka výtvarné tvorby. V roce 1977 Wilsonová napsala úvod ke knize fotografií Edward Weston Nudes, která je často vyhledávána sběrateli. V roce 2007 byla předmětem dokumentu Eloquent Nude. Její memoir Through Another Lens, napsaný s Wendy Madar, byl publikován v roce 1999.
V době své smrti byla spolu s dcerou Rachel v domě básníka Josepha Strouda v Santa Cruz, Kalifornie.

## Zajímavosti
Archiv Wilsonové je k dispozici v Centru kreativní fotografie, která se nachází v kampusu univerzity v Arizoně v Tucsonu.
Přestože byl Weston známým fotografem, prodával své obrázky za cenu od sedmi do deseti dolarů. Dnes ceny za jeho snímky dosahují až do jednoho milionu dolarů. Mezi jeho nejpopulárnější významná díla patří Paprika č. 30 (1927), Nautilus (1930), Akt (1936) nebo Dunes, Oceano. Od roku 2010 se dvě Westonovy fotografie objevují na seznamu nejdražších fotografií, co byly kdy prodány. Snímek Akt, pořízený s Chris Wilsonovou v roce 1925, koupil v roce 2008 galerista Peter MacGill za 1,6 milionu dolarů.